# Kirche Falkenthal

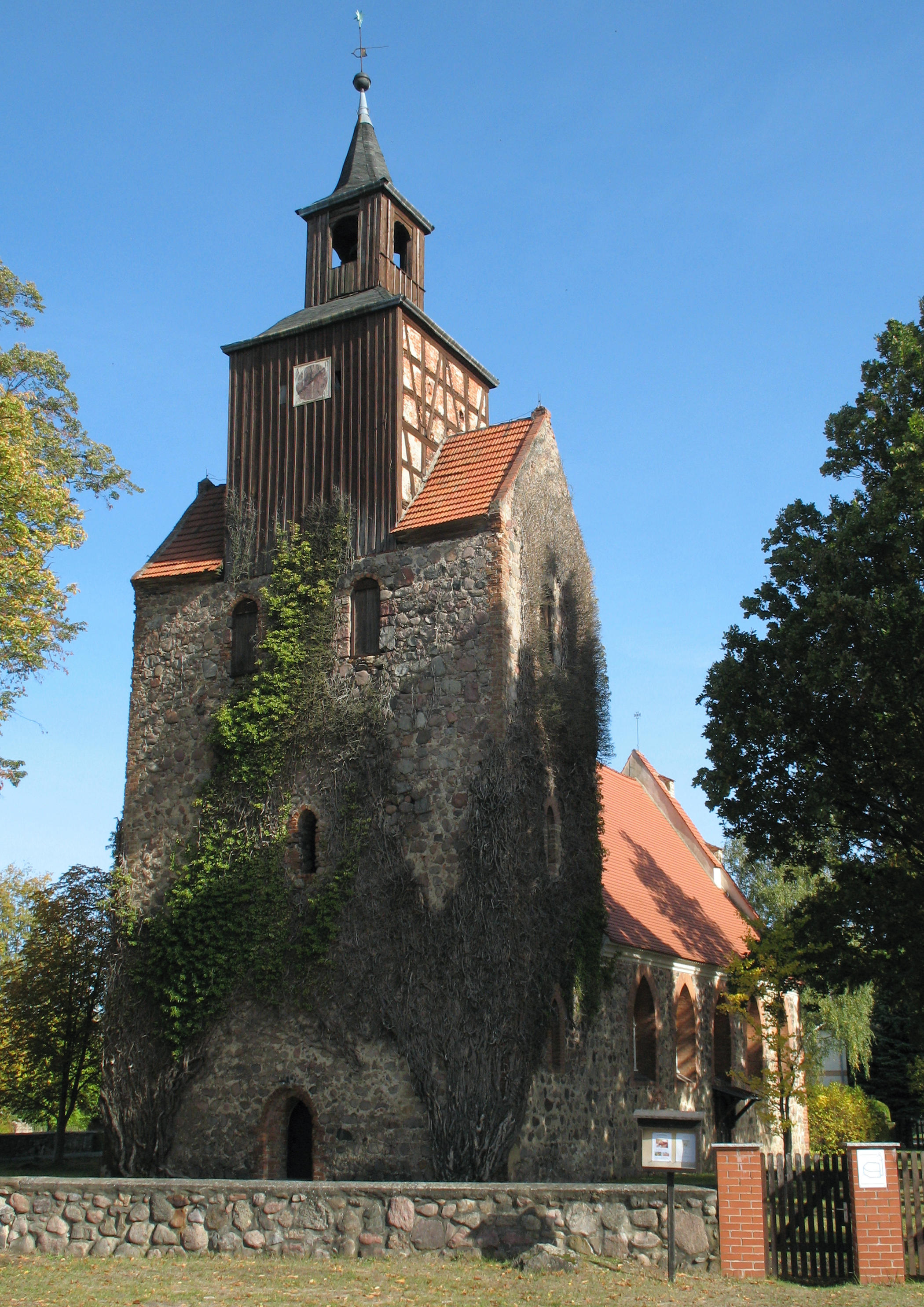
Kirche Falkenthal (2009)

Die Kirche Falkenthal ist die evangelische Kirche von Falkenthal in der brandenburgischen Gemeinde Löwenberger Land. Die zugehörige Kirchengemeinde gehört zum Kirchenkreis Oberes Havelland.

## Bau
Die Falkenthaler Kirche ist eine Feldsteinkirche aus dem 15. Jahrhundert. Dem schlichten Langhaus mit Blendgiebel im Osten ist im Westen ein Turmriegel von gleicher Breite vorgestellt, der heute dicht mit Efeu bewachsen ist. Im Unterschied zu den Feldsteinkirchen der Umgebung erhielt dieser Turm im Barock einen teilweise mit Holz verkleideten Fachwerk-Aufsatz, auf dem noch eine Laterne aufsitzt. Das geschah 1702 anlässlich der Krönung Friedrichs I. im Jahre 1701.

## Ausstattung

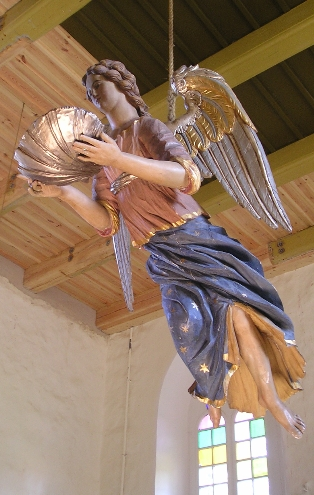
Taufengel in der Kirche

Der schwebend aufgehängte Taufengel stammt ebenfalls aus dem frühen 18. Jahrhundert, der Zeit des Pietismus. Näheres über den Künstler ist nicht bekannt, weil durch einen Pfarrhausbrand im Jahre 1794 alle Papiere, die darüber Auskunft geben könnten, verbrannt sind.
Bis 1937 lag der Engel mit einem gebrochenen Flügel unbenutzt in der Sakristei. Dann wurde er von Pfarrer Kerner zur Restaurierung in eine Werkstatt für Denkmalpflege in Berlin-Charlottenburg gegeben. Dort wurde nicht nur der gebrochene Flügel wieder hergestellt, sondern auch die Farbfassung erneuert. An einigen Stellen wurde eine echte Vergoldung aufgetragen.
Hinter dem Altar unter der erhöhten Kanzel ist ein dreiteiliges Altarbild des Malers Hans Lietzmann angebracht, das in einer romantisierenden Darstellung den auferstandenen Jesus und Maria Magdalena zeigt und 1922 in die Kirche kam.
Zu einer früheren Zeit befand sich in der Kirche eine Friedenskrone aus Messing. Neben einer Inschrift war sie mit einem hölzernen Adler bekrönt, der einen Ring zum Aufhängen der Krone trug. Ihr Verbleib ist unbekannt.
1854 baute der bedeutende Orgelbauer Carl August Buchholz zusammen mit seinem Sohn Carl Friedrich die erste Falkenthaler Orgel (Buchholz-Orgel) mit acht Registern auf einem Manual und Pedal. 1917 wurden die Frontpfeifen aus Zinn für Kriegszwecke beschlagnahmt und später durch Zinkpfeifen ersetzt. 1986 restaurierte Ulrich Fahlberg das Instrument und setzte 1990 auch wieder Frontpfeifen aus Zinn ein.
Im Turm befinden sich drei Glocken aus Gusseisen, die im Jahr 1924 angeschafft wurden. Sie ersetzten Bronzeglocken, die während des Ersten Weltkriegs für die Rüstungsproduktion beschlagnahmt wurden.